# Mayenne (Mayenne)
Mayenne és un municipi francès, situat al departament de Mayenne i a la regió de País del Loira.